# ACS Progresul Pecica
ACS Progresul Pecica este o echipă de fotbal din orașul Pecica, județul Arad, România. A fost fondată în 1949 și joacă în prezent în Liga a III-a. Cea mai mare performanță a echipei o constituie participarea în faza grupelor a Cupei României în sezonul 2023–2024, din care a fost eliminată după înfrângeri cu echipele FC Petrolul Ploiești, FC Hermannstadt și CS Corvinul Hunedoara, toate aflate atunci în divizii superioare.

## Parcursul competițional
| Sezon   | Nivel | Divizie                       | Loc      | Cupa României |
| ------- | ----- | ----------------------------- | -------- | ------------- |
| 2024–25 | 3     | Liga a III-a (Seria a IX-a)   | TBD      |               |
| 2023–24 | 3     | Liga a III-a (Seria a VIII-a) | 5        | Faza grupelor |
| 2022–23 | 3     | Liga a III-a (Seria a VIII-a) | 5        |               |
| 2021–22 | 3     | Liga a III-a (Seria a VIII-a) | 6        |               |
| 2020–21 | 3     | Liga a III-a (Seria a VIII-a) | 4        |               |
| 2019–20 | 3     | Liga a III-a (Seria a IV-a)   | 5        | Turul doi     |
| 2018–19 | 4     | Liga a IV-a (AR)              | 1 (C, P) |               |
| 2017–18 | 4     | Liga a IV-a (AR)              | 5        |               |
| 2016–17 | 4     | Liga a IV-a (AR)              | 4        |               |
| 2015–16 | 4     | Liga a IV-a (AR)              | 4        |               |
| 2014–15 | 4     | Liga a IV-a (AR)              | 1 (C)    |               |
| 2013–14 | 4     | Liga a IV-a (AR)              | 2        |               |
| 2012–13 | 4     | Liga a IV-a (AR)              | 14       |               |

| Sezon     | Nivel | Divizie                    | Loc      | Cupa României |
| --------- | ----- | -------------------------- | -------- | ------------- |
| 2011–12   | 4     | Liga a IV-a (AR)           | 5        |               |
| 2010–11   | 4     | Liga a IV-a (AR)           | 6        |               |
| 2009–10   | 4     | Liga a IV-a (AR)           | 7        |               |
| 2000–01   | 3     | Divizia C (Seria a VIII-a) | 10 (R)   |               |
| 1999–2000 | 3     | Divizia C (Seria a IV-a)   | 6        | Șaisprezecimi |
| 1998–99   | 3     | Divizia C (Seria a IV-a)   | 4        |               |
| 1997–98   | 3     | Divizia C (Seria a IV-a)   | 5        |               |
| 1996–97   | 3     | Divizia C (Seria a IV-a)   | 15       |               |
| 1995–96   | 3     | Divizia C (Seria a IV-a)   | 9        |               |
| 1994–95   | 3     | Divizia C (Seria a IV-a)   | 14       |               |
| 1993–94   | 4     | Divizia D (AR)             | 1 (C, P) |               |

## Palmares

### Ligi
- Liga a IV–a - Județul Arad
  - Caștigătoare (3): 1993–94, 2014–15, 2018–19
  - Locul 2 (4): 1982–83, 1987–88, 1992–93, 2013–14

- Liga a V-a – Județul Arad 
  - Caștigătoare (1): 2006–07

### Cupe
- Cupa României – Județul Arad
  - Caștigătoare (2): 1993–94, 2018–19

- Cupa României - Faza Națională
  - Faza grupelor (1): 2023-24

## Jucătorii

### Lot
La 6 septembrie 2023.
| Nr. |         | Poziție | Jucător                                  |
| --- | ------- | ------- | ---------------------------------------- |
| 1   | România | P       | Alexandru Roșca                          |
| 2   | România | F       | Ewald Wild (Vice-Captain)                |
| 4   | România | F       | Victor Gomboș (loan de la Viitorul Arad) |
| 5   | România | M       | Alexandru Matyus                         |
| 6   | Nigeria | M       | David Avalumum ( loan de la UTA Arad)    |
| 8   | România | M       | Raul Moraru                              |
| 9   | România | A       | Mario Novac (loan de la UTA Arad)        |
| 10  | România | M       | Bogdan Bozian                            |
| 11  | România | A       | Samir Borcea                             |
| 12  | România | P       | Fabian Burtic                            |
| 14  | România | F       | Robert Bănățan                           |
| 15  | Nigeria | M       | Abdullahi Nasiru (loan de la UTA Arad)   |

| Nr. |         | Poziție | Jucător                           |
| --- | ------- | ------- | --------------------------------- |
| 16  | România | M       | Mario Salka (loan de la UTA Arad) |
| 17  | România | A       | Luca Bodri                        |
| 18  | Ghana   | F       | Fred Nortey ( loan de la UTA)     |
| 19  | România | M       | Dan Răchită                       |
| 20  | România | M       | Ionuț Bălașa                      |
| 21  | România | A       | Toma Bodri                        |
| 22  | România | F       | Sergiu Aldan                      |
| 23  | România | A       | Mirel Arsene (Captain)            |
| 29  | România | A       | Alexandru Capătă                  |
| 30  | România | M       | Alex Adamcsik                     |
| 32  | România | F       | Gabriel Szep                      |
| 99  | România | A       | Raul Belea                        |